# Sweet Life (La vie est belle)
Sweet Life "La vie est belle" ist ein Song des kongolesischen Sängers Fally Ipupa und die erste Single aus dessen Album Power "Kosa Leka" (2013). Because Music veröffentlichte Sweet Life "La vie est belle" als Single am 17. Dezember 2013. Das Video zum Song wurde von Charly Clodion produziert. Im Jahr 2013 veröffentlichte Ipupa das Video auf seinem offiziellen YouTube-Kanal.

## Veröffentlichung
Sweet Life "La vie est belle" wurde von Ipupa komponiert und geschrieben. Der Song thematisiert die Lustlosigkeit zu arbeiten und betont, dass man allein durch harte Arbeit ein schöneres Leben erreichen kann. Die Produktion des Songs blieb bis zur Veröffentlichung geheim.
Nach der Veröffentlichung verbreitete sich in den kongolesischen Kreisen das Gerücht, Ipupa habe den Song ohne die Einverständnis des eigentlichen Komponisten und Urhebers veröffentlicht. Im selben Jahr erschien ein Musiker in den Medien und behauptete, der tatsächliche Urheber des Songs zu sein und forderte Fally öffentlich zur Zahlung eines Honorars auf. Ipupa nahm nie Stellung zu dieser Forderung. Im selben Jahr kursierte das Gerücht, Ipupa habe seinen Vertrag mit dem Produzenten David Monsoh gebrochen, um einen Vertrag mit Universal AZ (Universal Music Group) einzugehen. Diese Gerüchte bestätigten sich, als Monsoh in verschiedenen Interviews angab, Ipupa habe ohne sein Wissen einen Vertrag mit diesem Label unterschrieben.

## Remixe

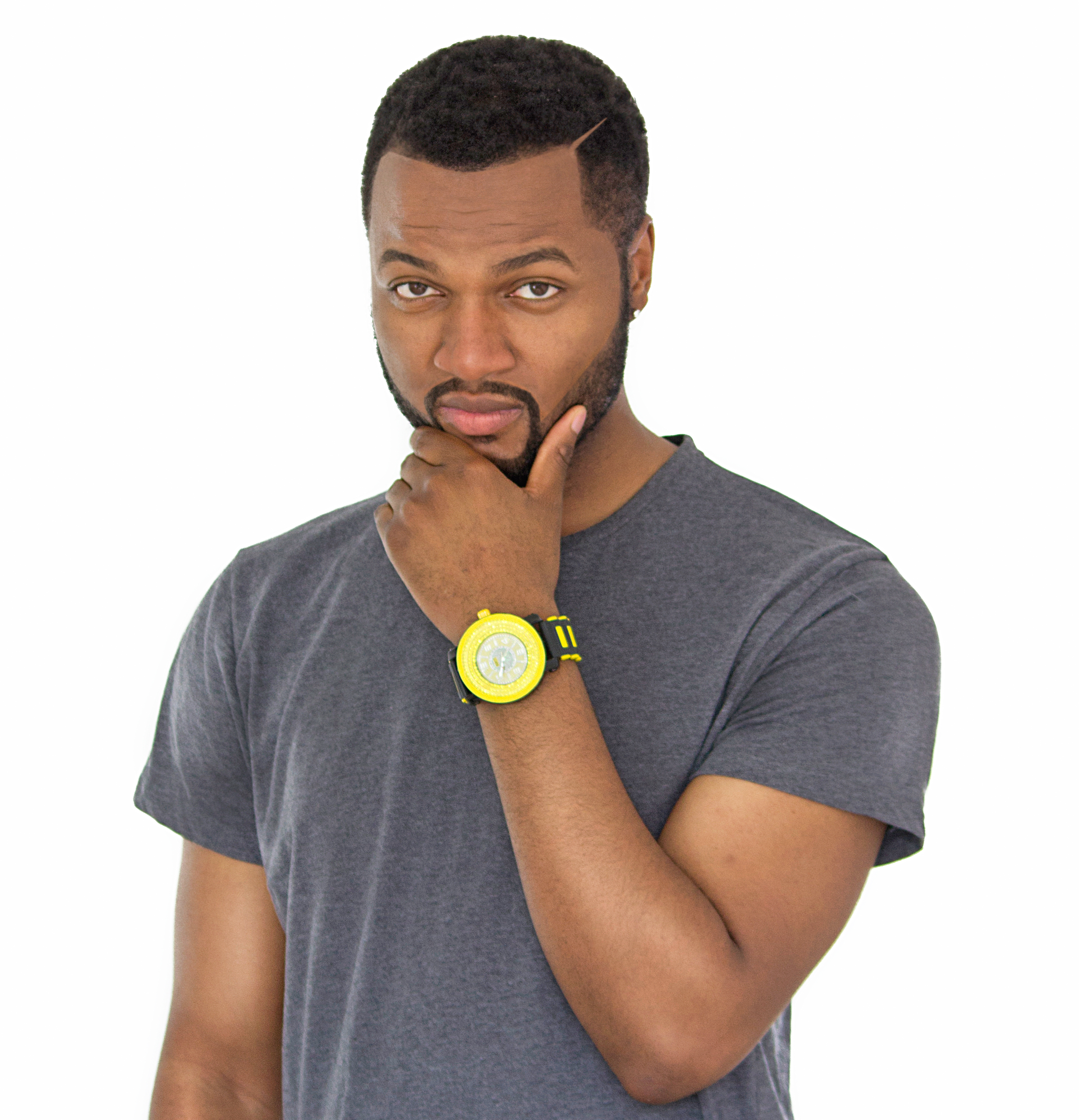
Der Rapper Bigg masta G (Muana Mboka)

Am 29. Mai 2013 veröffentlichte der Rapper Bigg masta G (Muana Mboka) den offiziellen Remix zu Sweet Life "La vie est belle". Der Remix zu dem Lied wurde in Deutschland aufgenommen und von J-JD Dacosta gemastert. Anders als die originale Version, beginnt der Remix nicht mit der Melodie der Gitarre, sondern mit einem kurzen Rap von Bigg masta G (Muana Mboka): „Sweet life, sweet dreams, sweet everything, money in the Bank…“
Fally Ipupa veröffentlichte den Remix auf seiner Facebook-Seite und dankte Bigg masta G (Muana Mboka) für die Zusammenarbeit.

## Mitwirkung
Mitwirkende (Titel)
- Interpret: Fally Ipupa
- Komponist: Fally Ipupa
- Text: Fally Ipupa
- Gitarre: Fally Ipupa

Mitwirkende (Remix)
- Interpret: Fally Ipupa, Bigg masta G (Muana Mboka)
- Komponist: Fally Ipupa, Bigg masta G (Muana Mboka)
- Text: Fally Ipupa, Bigg masta G (Muana Mboka)
- Abmischung: Bigg masta G (Muana Mboka), J-JD Dacosta
- Endbearbeitung: J-JD Dacosta

Mitwirkende (Video)
- Regie: Charly Clodion
- Künstlerischer Leiter: Charly Clodion
- Ausführender Produzent: Charly Clodion